# Уокер, Шеннон
Шеннон Уокер (англ. Shannon Walker; род. 4 июня 1965 года, Хьюстон, Техас, США) — американская женщина-астронавт и учёный. Состоит в ассоциации лётчиков Aircraft Owners and Pilots Association и международной организации женщин-пилотов Ninety-Nines.

## Биография
Своё образование она получила в Хьюстоне. Шеннон Уокер окончила среднюю школу «Вестбари», а затем Университет Райса получила учёные степени: сперва бакалавра наук по физике (1987), а затем магистра (1992) и доктора философии (1993) по астрофизике. Защитила диссертацию по теме «Взаимодействие солнечного ветра с атмосферой Венеры».

### Начало карьеры
С 1987 г. работала в Хьюстоне в компании «Рокуэлл Спейс Оперэйшнс» оператором по робототехнике системы «Спейс Шаттл». Участвовала в управлении полётами шаттлов.
Она принимала участие в 15-м, 16-м, 17-м и 18-м наборах в отряд астронавтов, но отобрана не была, и лишь 6 мая 2004 года была зачислена в отряд астронавтов НАСА в составе 19-го набора.
С 1998 г. работала в группе обеспечения полёта к МКС (Mission Evaluation Room, MER).
В 1999 г. в течение года работала в Москве менеджером по координации работ с Российским космическим агентством и его подрядчиками по интеграции авионики и комплексного решения проблем на МКС.
В феврале 2006 года она завершила подготовку для кандидатов в астронавты, которая включала научно-технические брифинги, интенсивное обучение устройству систем шаттла и Международной космической станции, физиологическую тренировку, лётную подготовку на Т-38, а также обучение выживанию в пустыне и на воде.
До своего первого полёта на корабле «Союз ТМА-19» Шеннон Уокер была дублёром бортинженера корабля «Союз ТМА-16» и
участвовала в первых тренировках в штаб-квартире компании SpaceX, нацеленных на взаимодействии экипажа с кораблём «Дракон» во время его приближения и стыковки с МКС.

### Первый полёт
«Союз ТМА-19» стартовал 16 июня 2010 года (15-го по московскому времени), Шеннон была назначена в экипаж в качестве бортинженера-1. 18 июня была произведена стыковка корабля с МКС, и Шеннон стала бортинженером 24-й и продолжила свою работу в составе 25-й основной экспедиции на МКС.
26 ноября 2010 года вместе с остальными членами экипажа она вернулась на Землю.
В марте 2020 года была объявлена в составе экипажа первого эксплуатационного полёта корабля от компании SpaceX — Crew Dragon. Вместе с ней полетят Майкл Хопкинс, Виктор Гловер и Соити Ногути. Запуск корабля назначен на 16 ноября 2020 года.
В октябре 2011 года Уокер работала в миссии НАСА по операциям в экстремальной окружающей среде (NEEMO 15). В 2014—2015 годах участвовала в экспедиции по антарктическому поиску метеоритов — ANSMET.

### Второй полёт
31 марта 2020 года НАСА назначило Уокер в состав экипажа космического корабля SpaceX Crew Dragon, выполняющего первый эксплуатационный полёт в рамках программы по развитию частных пилотируемых космических кораблей. Во время своего второго длительного полета она будет работать командиром и бортинженером на МКС и проведёт на её борту 210 дней в рамках экспедиций 64/65.
16 Ноября 2020 года Crew Dragon стартовал в рамках миссии Crew-1.
15 апреля 2021 года стала командиром экспедиции МКС-65, тем самым став третьей женщиной на этом посту (до неё командирами были Пегги Уитсон в экспедициях МКС-16 и МКС-51, а также Сунита Уильямс в экспедиции МКС-33).
Статистика полётов
| # | Стартовый корабль | Старт, UTC        | Экспедиция        | Корабль посадки | Посадка, UTC             | Налёт                       | Выходы в открытый космос | Время в открытом космосе |
| - | ----------------- | ----------------- | ----------------- | --------------- | ------------------------ | --------------------------- | ------------------------ | ------------------------ |
| 1 | Союз ТМА-19       | 15.06.2010, 21:35 | МКС-24/25         | Союз ТМА-19     | 26.11.2010, 04:46        | 163 суток 07 часов 11 минут | 0                        | 0                        |
| 2 | SpaceX Crew-1     | 16.11.2020, 00:27 | Crew-1, МКС-64/65 | Crew-1          | 28.04.2021, 16:35 (план) | 180 суток (план)            | 0                        | 0                        |
|   |                   |                   |                   |                 |                          | 163 суток 07 часов 11 минут | 0                        | 0                        |

## Награды
- Медаль «За заслуги в освоении космоса» (12 апреля 2011 года) — за большой вклад в развитие международного сотрудничества в области пилотируемой космонавтики[9]

## Личная жизнь
Уокер замужем за астронавтом Энди Томасом Увлечения: кулинария, футбол, бег, силовые тренировки, полёты, походы и путешествия. Радиолюбитель с позывным KD5DXB.